# Piliocolobus epieni
Piliocolobus epieni е вид бозайник от семейство Коткоподобни маймуни (Cercopithecidae). Видът е критично застрашен от изчезване.